# Marc Tessier
Pour les articles homonymes, voir Tessier.
Marc Tessier, né le 21 juillet 1946 dans le 17e arrondissement de Paris, est un haut fonctionnaire français, président de France Télévisions de 1999 à 2005.

## Biographie

### Jeunesse et études
Il étudie au lycée privé Sainte-Geneviève. Polytechnicien (promotion X1965), il est admis en 1969 à l’École nationale d’administration. Parallèlement, il est coauteur en 1971 d'un livre sur l'expérience des Groupes d'action municipale. Il sortira de l'ENA en tant qu'inspecteur des Finances.

### Parcours professionnel
Passant dans le secteur semi-public en 1982, il intègre Havas, auprès d’André Rousselet, un proche de François Mitterrand, puis prend part à ses côtés au lancement de Canal+.
En 1995, Alain Juppé, Premier ministre de Jacques Chirac, lui offre la présidence du Centre national de la cinématographie (CNC). Puis il est élu par le Conseil supérieur de l'audiovisuel à la présidence de France Télévisions, où il succède à Xavier Gouyou-Beauchamps le 28 mai 1999.
Marc Tessier quitte France Télévisions au terme de son mandat en 2005, et Patrick de Carolis lui succède le 6 juillet 2005.
En 2006, Netgem, un fournisseur de solutions et de services dans le domaine de la télévision numérique terrestre, lui confie le développement des nouvelles offres de services en synergie avec le pôle Terminaux interactifs. Marc Tessier y a pris la fonction de directeur général du pôle Services médias. 
En février 2007, il remet au ministre de la Culture et de la Communication un rapport sur la Presse au défi du numérique. Ce rapport fait le point sur la situation de la presse et les défis qui se posent à ce secteur face à l’explosion du numérique.
En juin 2007, il est nommé Président de la chaîne de la TNT IDF1.
En juin 2008, il prend la direction générale de Glowria.
En 2009, il est chargé par François Fillon d'une mission de réflexion sur la radio numérique terrestre.
Il est actuellement Président de Video Futur Entertainment Group SA.
Marc Tessier est nommé membre du Conseil national du numérique (CNNum) pour une durée de trois ans en janvier 2013.
Marc Tessier est depuis 2016 le président de Film France, la Commission Nationale du Film.

### Parcours professoral
Il enseigne à l'Institut d'études politiques de Paris de 1972 à 1974.

## Décorations
- Chevalier de la Légion d'honneur en 2005[3]